# Sachsenburg (Naturschutzgebiet)
Koordinaten: 50° 42′ 49″ N, 10° 4′ 38″ O
Das Naturschutzgebiet Sachsenburg liegt im Wartburgkreis in Thüringen. Es erstreckt sich südwestlich von Oberalba, einem Ortsteil der Gemeinde Dermbach, um den 720,9 Meter hohen Berg Sachsenburg herum. Südlich schließt sich das Naturschutzgebiet Bornwiesen an. Nördlich des Gebietes verläuft die Landesstraße L 1026 und östlich die B 285.

## Bedeutung
Das 52,1 ha große Gebiet mit der NSG-Nr. 92 wurde im Jahr 1961 unter Naturschutz gestellt. 